# Artù e gli amici della Tavola Rotonda
Artù e gli amici della Tavola Rotonda (Arthur et les enfants de la Table Ronde) è una serie televisiva francese a cartoni animati prodotta nel 2018 da Blue Spirit Production, in coproduzione con TéléToon+ e Canal+ Family. La serie è stata trasmessa su Canal+ dal 1º settembre 2018 ed è composta da 52 episodi da 11 minuti.
In Italia sono stati pubblicati i primi 8 episodi in anteprima (ad eccezione degli episodi 4 e 6) su RaiPlay il 17 dicembre 2019, mentre in televisione viene trasmessa su Rai Gulp dal 22 dicembre 2019.

## Trama
Il giovane Artù al fianco del suo tutore il mago Merlino, e di altri personaggi cerca di proteggere il regno di Camelot.

## Protagonisti
Artù
Doppiato da: Mirko Cannella (ed. italiana)
Ginevra
Doppiata da: Margherita De Risi (ed. italiana)
Gawain
Doppiato da: Francesco Ferri (ed. italiana)
Tristano
Doppiato da: Tito Marteddu (ed. italiana)
Sagramore
Doppiato da: Lorenzo Crisci (ed. italiana)
Re Uther
Doppiato da: Fabrizio Pucci (ed. italiana)
Merlino
Doppiato da: Oliviero Dinelli (ed. italiana)
Ulfin
Doppiato da: Carlo Scipioni (ed. italiana)

## Lista episodi
I titoli italiani sono stati trascritti dagli episodi e possono contenere errori. Prima che appaia il titolo di ogni episodio il doppiatore declama: "Udite, udite,", ma queste parole non appaiono mai nel titolo tranne nell'episodio 11. 
| N° | Titolo italiano                                               | Titolo originale               | Data Francia     | Data Italia      |
| -- | ------------------------------------------------------------- | ------------------------------ | ---------------- | ---------------- |
| 1  | Per un pelo non si persero due vite                           | Les griffons pétrifiés         | 1 settembre 2018 | 17 dicembre 2019 |
| 2  | Di ghiaccio è lo spettro e vuol la spada come scettro         | Glacial passe-muraille         | 1 settembre 2018 | 17 dicembre 2019 |
| 3  | Di promesse fai memoria, se vuoi mantener la gloria           | Promesses de chevalier         | 1 settembre 2018 | 17 dicembre 2019 |
| 4  | Le fate van riunite                                           | La révolte des fées            | 2 settembre 2018 | 25 dicembre 2019 |
| 5  | Le apparenze non son servite                                  | Reine d'un jour                | 2 settembre 2018 | 17 dicembre 2019 |
| 6  | Il gatto mannaro alla festa di corte, può mutar la loro sorte | Mission Miagrou                | 4 dicembre 2018  | 26 dicembre 2019 |
| 7  | Per il trono c'è la lite                                      | Chasse au dragouaf             | 2 settembre 2018 | 17 dicembre 2019 |
| 8  | La pozione era vietata e assai male è stata usata             | Spectre royal                  | 2 settembre 2018 | 17 dicembre 2019 |
| 9  | Qualche volta un buon amico rischia d'essere il nemico        | Le monstre de Camelot          | 1 settembre 2018 | 27 dicembre 2019 |
| 10 | Si è più sicuri vicino ai cuori puri                          | Le Val sans retour             | 2 settembre 2018 | 28 dicembre 2019 |
| 11 | Udite, udite, queste nozze vanno impedite                     | Impossibles épousailles        | 2 settembre 2018 | 28 dicembre 2019 |
| 12 | Dicerie e superstizione fanno perder la ragione               | Le dolmen qui chante           | 2 settembre 2018 | 29 dicembre 2019 |
| 13 | Inseguendo un bel prosciutto è successo di tutto              | Retour à la terre              | 3 settembre 2018 | 29 dicembre 2019 |
| 14 | La spada del coraggio è il riscatto dell'ostaggio             | La cage de verre               | 2 settembre 2018 | 30 dicembre 2019 |
| 15 | Leggendario è il calderone per sfamare le persone             | Le chaudron d'abondance        | 2 settembre 2018 | 30 dicembre 2019 |
| 16 | Un errore in buona fede fa dire quel che non si crede         | Tout et sort contraire         | 2 settembre 2018 | 31 dicembre 2019 |
| 17 | Né per gloria o vanità il campione vincerà                    | La talisman de justice         | 2 ottobre 2018   | 31 dicembre 2019 |
| 18 | Nell'armadio è intrappolata e rischia d'essere mangiata       | L'affaire dame Birgit          | 2 ottobre 2018   | 1 gennaio 2020   |
| 19 | È l'antidoto al veleno e fa effetto in un baleno              | Le don de la licorne           | 4 dicembre 2018  | 1 gennaio 2020   |
| 20 | Stretto tra le enormi dita, al traditor salva la vita         | Le médaillon de Galata         | 2 ottobre 2018   | 2 gennaio 2020   |
| 21 | È l'eccesso e il suo contrario tra il codardo e il temerario  | Le chevalier couard            | 3 ottobre 2018   | 2 gennaio 2020   |
| 22 | Dell'arciere misterioso son le frecce più ardite              | L'archer sans visage           | 2 ottobre 2018   | 3 gennaio 2020   |
| 23 | Lo scambio è presto fatto: l'uno è l'altro col contatto       | L'un dans l'autre              | 2 ottobre 2018   | 3 gennaio 2020   |
| 24 | Del vanesio può far danno l'incantesimo e l'inganno           | Sagremor, tueur de géant       | 2 ottobre 2018   | 4 gennaio 2020   |
| 25 | Quel pugnale non brandite!                                    | La dague maudite               | 4 dicembre 2018  | 4 gennaio 2020   |
| 26 | L'armatura non è il potere di un provetto cavaliere           | L'armure hantée                | 4 dicembre 2018  | 5 gennaio 2020   |
| 27 | Verità appena svelata va di già dimenticata                   | Le voile de vérité             | 4 dicembre 2018  | 5 gennaio 2020   |
| 28 | L'uovo va riconsegnato perché il regno sia salvato            | Qui vole un oeuf...            | 4 dicembre 2018  | 6 gennaio 2020   |
| 29 | È nel calice la magia che assorbe tutta l'energia             | Aeryn                          | 4 dicembre 2018  | 6 gennaio 2020   |
| 30 | La missione è poco lieta e val solo una moneta                | Une nuit à Taol Krenn          | 4 dicembre 2018  | 7 gennaio 2020   |
| 31 | Libertà è il suo desio, ma finisce nell'oblio                 | La princesse frondeuse         | 4 dicembre 2018  | 7 gennaio 2020   |
| 32 | Di riscatto in riscatto, si finisce col baratto               | La leçon de rançon             | 4 dicembre 2018  | 8 gennaio 2020   |
| 33 | Dal suo sogno giunge il segno per salvare tutto il regno      | Le marteau des géants          | 4 dicembre 2018  | 8 gennaio 2020   |
| 34 | Tra le mani tien la fiamma e si rischia un vero dramma        | Le feu de l'autre monde        | 4 dicembre 2018  | 9 gennaio 2020   |
| 35 | Con il Graal i desideri esaudite                              | La coupe mystérieuse           | 4 dicembre 2018  | 9 gennaio 2020   |
| 36 | L'ingiustizia è molto dura, ma l'innocente non ha paura       | Le banni                       | 4 dicembre 2018  | 10 gennaio 2020  |
| 37 | L'erede al trono, ora è sicuro, ha sangue reale e animo puro  | L'héritier                     | 4 dicembre 2018  | 10 gennaio 2020  |
| 38 | Le note fatate allo scopo son servite                         | Dans les griffes du dragon     | 4 dicembre 2018  | 11 gennaio 2020  |
| 39 | Di difesa avrai l'opposto, se il Menhir è fuori posto         | Magie en péril                 | 8 gennaio 2019   | 11 gennaio 2020  |
| 40 | Del passato non pensare che gli eventi puoi cambiare          | Retour vers le présent         | 8 gennaio 2019   | 12 gennaio 2020  |
| 41 | Due incantesimi incrociati danno effetti indesiderati         | Le dragonnet de la table ronde | 8 gennaio 2019   | 12 gennaio 2020  |
| 42 | Chi di specchio ferisce di specchio perisce                   | Le siège de camelot            | 8 gennaio 2019   | 13 gennaio 2020  |
| 43 | Ogni albero salvato è un tesoro guadagnato                    | Les disparues des bois oubliés | 8 gennaio 2019   | 13 gennaio 2020  |
| 44 | Contro il fato è paladino e scioglie i fili del destino       | Les fils du destin             | 8 gennaio 2019   | 14 gennaio 2020  |
| 45 | Quella ruggine fatata con il fuoco va eliminata               | La rouille et le feu           | 8 gennaio 2019   | 14 gennaio 2020  |
| 46 | Può essere fatale l'incantesimo spezzare                      | Le fléau bleu                  | 8 gennaio 2019   | 15 gennaio 2020  |
| 47 | L'amicizia è l'arma in mano tanto al re che al popolano       | Le grand roi                   | 8 gennaio 2019   | 15 gennaio 2020  |
| 48 | Contro lo spettro vendicatore perde la rabbia, vince l'amore  | Le retour de Jon Camran        | 8 gennaio 2019   | 16 gennaio 2020  |
| 49 | Giusto è tenere vicino gli amici e ancora più vicino i nemici | L'exil des Tintagel            | 8 gennaio 2019   | 16 gennaio 2020  |
| 50 | Il dubbio nella mente è ciò che salva l'innocente             | Orange, Ô désespoir            | 8 gennaio 2019   | 17 gennaio 2020  |
| 51 | Le buone maniere son sempre gradite                           | L'écuyer venu d'ailleurs       | 8 gennaio 2019   | 18 gennaio 2020  |
| 52 | Han la giusta punizione e mai imparan la lezione              | Tapisserie royale              | 8 gennaio 2019   | 18 gennaio 2020  |